# 삼일로 (양주시)
삼일로(Samil-ro)는 경기도 양주시 광적면 가납사거리에서 양주시 남면 막은골삼거리를 잇는 도로이다.

## 주요 경유지
경기도
- 양주시 (광적면 . 남면)

## 노선
| 이름          | 접속 노선                                           | 소재지        | 소재지        | 비고          |
| 부흥로와 직결 | 부흥로와 직결                                       | 부흥로와 직결 | 부흥로와 직결 | 부흥로와 직결 |
| ------------- | --------------------------------------------------- | ------------- | ------------- | ------------- |
| 가납사거리    | 지방도 제360호선 (부흥로) 지방도 제371호선 (광적로) | 양주시        | 광적면        |               |
| 가납사거리    |                                                     | 양주시        | 광적면        |               |
| 승리교 사거리 | 가래비길                                            | 양주시        | 광적면        |               |
| 석우교        |                                                     | 양주시        | 광적면        |               |
| 서양주 나들목 | 400호선 수도권제2순환고속도로                       | 양주시        | 광적면        |               |
| 경신 교차로   | 현석로                                              | 양주시        | 남면          |               |
| 비석삼거리    | 삼일로 485번길                                      | 양주시        | 남면          |               |
| 경신교        |                                                     | 양주시        | 남면          |               |
| 상수4 교차로  | 국가지원지방도 제56호선 (화합로)                    | 양주시        | 남면          |               |
| 입암교        |                                                     | 양주시        | 남면          |               |
| 막은골삼거리  | 지방도 제364호선 (삼육사로)                         | 양주시        | 남면          |               |

## 주요 시설및 건물
- IBK 기업은행 광적지점 (삼일로 11/가납리 873-1)
- T스테이션 양주광적점 (삼일로 28/가납리 709-1)
- GS25 양주유명점 (삼일로 185/석우리 133-4)
- SK에너지 광남주유소 (삼일로 366/덕도리 4-1)
- HD현대오일뱅크 우진주유소 (삼일로 596/상수리 270-1)
- 한국타이어 TBX 신원타이어 양주점 (삼일로 641/상수리 345)
- GS25 남면상수점 (삼일로 646/상수리 162-166)
- SK에너지 정인주유소 (삼일로 758/입암리 114-5)
- 경동택배 양주남면입암 114영업소 (삼일로 764/입암리 114-8)